# Alanin
Alanin (al[dehid] + -anin), 2-aminopropionska kiselina, neesencijalna aminokiselina, kratica Ala. Postoje dva enantiomera alanina: α-alanin i β-alanin.

## α-alanin
Kemijska formula: CH3CH(NH2)COOH
Jedna je od najčešćih aminokiselina koja se koristi u sintezi proteina, proteogena je i glukogena nebitna aminokiselina uključena u metabolizam šećera i organskih kiselina, jedan od glavnih sastojaka svilenog vlakna, a slobodan se nalazi u krvnoj plazmi.
Optički je aktivan, a kristalizira u bezbojnim iglicama slatkastog okusa. Temperatura tališta (uz razgradnju) 297°. Lako se topi u toploj vodi, teško u alkoholu, a netopljiv je u eteru. Pojavljuje se u sastavu većine bjelančevina, ali obično u manjim količinama, osim u fibroinu svile, koji ga sadrži ~ 25%. Laboratorijski se može sintetizirati iz a-klorpropionske kiseline i amonijaka, a tehnički iz acetaldehida, cijanovodika i amonijaka.

## β-alanin
Kemijska formula: NH2CH2CH2COOH; β-aminopropionska kiselina (β-alanin)
Nalazimo ga kod bakterija u staničnoj stijenci i nekim peptidnim antibioticima. Nije proteogen, sastojak je koenzima A i prirodnih peptida, slobodan se nalazi u mozgu.
Jedina je β-aminokiselina koja postoji u prirodi, ali ne u sastavu bjelančevina.

## Biosinteza
Najčešće nastaje reduktivnom aminacijom piruvata. Transaminacija je reverzibilna reakcija i alanin vrlo lako nastaje od piruvata, zato sudjeluje u metaboličkim putevima 
glikolize, glukoneogeneze i ciklusa limunske kiseline.